# Aunelle
L'Aunelle est une rivière du nord de la France, dans le département du Nord, en région française, un affluent en rive gauche de l'Hogneau, donc un sous-affluent de l'Escaut.

## Géographie
La longueur de son cours d'eau est de 27,3 km. Elle est frontalière avec la Belgique près de son embouchure. L'Aunelle prend sa source dans la forêt domaniale de Mormal, près du sentier du Blanc Cheval, à l'altitude 156 mètre, sur la commune de Locquignol, dans le parc de l'Avesnois. Elle conflue avec l'Hogneau, sur la commune de Crespin, à l'altitude 23 mètres, à la frontière franco-belge en face de Quiévrain et Hensies. Sur sa partie haute, l'Aunelle s'appelle pour l'Institut national de l'information géographique et forestière le ruisseau du Bois d'Erpion. L'Aunelle coule globalement du sud vers le nord.

### Communes et cantons traversés
Dans le seul département du Nord, l'Aunelle traverse dans quatre cantons les onze communes suivantes, dans le sens amont vers aval, Locquignol (source), Gommegnies, Frasnoy, Preux-au-Sart, Wargnies-le-Petit, Wargnies-le-Grand, Jenlain, Sebourg, Rombies-et-Marchipont, Quiévrechain, Crespin (confluence).
Soit en termes de cantons, l'Aunelle prend sa source dans le canton du Quesnoy-Est, traverse les canton du Quesnoy-Ouest, canton de Valenciennes-Est et conflue dans le canton de Condé-sur-l'Escaut, le tout dans les deux arrondissement d'Avesnes-sur-Helpe et arrondissement de Valenciennes.

## Affluent
L'Aunelle a trois affluents contributeurs référencés :
- le ruisseau de Carnoy, en rive gauche, 6,5 km, sur les 2 communes de Gommegnies et Locquignol c'est-à-dire sur les deux canton du Quesnoy-Est et canton du Quesnoy-Ouest.
- le ruisseau des Bultiaux, en rive droite, 7 km, sur les 5 commune de Amfroipret, Frasnoy, Gommegnies, Locquignol, et Preux-au-Sart, c'est-à-dire sur les canton de Bavay, canton du Quesnoy-Ouest et canton du Quesnoy-Est.
- le ruisseau du Sart, en rive droite, 8,1 km sur les 6 communes de Bry, Eth, La Flamengrie, Saint-Waast, Sebourg et Wargnies-le-Petit, c'est-à-dire sur les canton du Quesnoy-Ouest, canton de Bavay et canton de Valenciennes-Est.

## Hydrographie
La largeur moyenne en eau est de 3 mètres, la pente moyenne 3 pour mille.

## Écologie
L'Aunelle est un cours d'eau de première catégorie.

## Crues
Les dernières crues dans la vallée de l'Aunelle-Hogneau datent de février 2002. La Diren Nord-Pas-de-Calais estime la périodicité de celles-ci autour de 50 ans.